# Армянская епархия Биледжика
Биледжикская (Эртогрулская) епархия Константинопольского патриархата Армянской Апостольской церкви (арм. Հայ Առաքելական եկեղեցու Կոնստանդնուպոլսի պատրիարքության Բիլեջիկի թեմ) — упразднённая епископская епархия Армянской Апостольской церкви в составе Константинопольского патриархата ААЦ.

## История
В 1911 году в юрисдикцию Биледжикской епархии входила территория Эртогрулского санджака Османской империи.
По данным на 1911 год количество верующих данной епархии Армянской Апостольской церкви — 17 000, число общин — 10, а также последователей Армянской Католической церкви на территории данной епархии — 1000.
Епархия имела 12 церквей.